# XDComics
XDComics fue un webcómic en español creado por Samuel Aneiros, como webmaster y como su guionista y cuyas ilustraciones son llevadas a cabo por David Torreiro. Es quizás uno de los webcómics en español de más éxito en la actualidad. Creado en marzo de 2006, y en activo a día de hoy, sus creadores actualizan cada viernes con una tira cómica que suele girar en torno a la cultura del videojuego, aunque suelen tocarse también otros temas del ocio y entretenimiento en general, como el cine o internet. Cada tira es acompañada de un denominado "Tocho®" en donde Samuel analiza y desgrana su opinión sobre determinados temas, generalmente en relación con la publicación del día.

## Descripción
En un principio XDComics estaba planeado como un webcómic con un argumento de larga duración. Dicho argumento narraba la particular experiencia de "Fran" Pérez como desarrollador en una empresa de videojuegos, junto a otros personajes de variopinto carácter. Al poco tiempo, los autores descubrieron que el margen y la libertad que obtenían al fijar unos personajes y unas normas rígidas podía jugar en su contra. De ese modo eliminaron el planteamiento inicial y comenzaron a utilizar a sus alter ego como vehículo principal para presentar su humor.

Desde entonces las tiras son protagonizadas por los mismos alter ego de los creadores. Los autores han afirmado en diferentes ocasiones que éstos no son una representación de sus personalidades en la vida real. De esta forma los personajes contribuyen simplemente a la estructura de la tira, siendo Monroe la propuesta cómica y Mr.X el apoyo narrativo. Quizás esto, sumado al hecho de que la tira se centra en los videojuegos ha suscitado en diferentes ocasiones el paralelismo con el exitoso webcómic estadounidense Penny Arcade.
Tras su nacimiento, el estilo de dibujo ha cambiado en numerosas ocasiones debido a la evolución de David Torreiro como dibujante o a diferentes cambios en el proceso creativo. El autor ha confesado que durante la primera etapa del cómic dibujaba solo con el ratón y el programa  Adobe Flash. Más tarde comenzaría a trabajar con el soporte de una  "tableta" y el programa Adobe Photoshop. En la actualidad continúa usando la "tableta" como herramienta de trabajo (en contrapartida del dibujo a mano y el escaneo de originales) y ha vuelto a componer las tiras en Adobe Flash, tal y como hacía en un principio.
Al igual que el estilo de dibujo, la página web de XDComics ha sufrido diferentes lavados de cara para ajustarse a las necesidades del público y los autores. En total han sido tres rediseños, siendo el último el cambio más destacable y arriesgado, coincidiendo con un nuevo cambio de estilo del dibujante.

## Particularidades
Al desechar el planteamiento inicial los autores se embarcaron en un desarrollo tipo non sequitur, es decir, que las aventuras y los eventos que se suceden en cada tira no tienen consecuencias ni efectos en el futuro. Prueba de ello es que el personaje de Monroe fallece en múltiples ocasiones y reaparece en cada nueva actualización. Al margen de este desarrollo solo podemos encontrar una excepción, el arco argumental "Efecto Mariposa", en donde los personajes se embarcan en una trama más seria y que deja en un segundo plano el carácter humorístico.
Al margen de Monroe y Mr.X existe un reducido elenco de personajes secundarios que desempeñan los roles no adscritos a los personajes principales, siendo el más importante el papel femenino interpretado por Greta. Entre otros podemos encontrarnos al Ficus (una planta de interior), Salomón (un gato) o Excréletor (el alma de Solid Snake imbuída en un esqueleto) entre otros. Aunque el webcómic cuente con un grupo cerrado de personajes, es común que se presenten a los protagonistas de diferentes videojuegos, desarrolladores de los mismos, u otros personajes relacionados con el ocio y la cultura general.
El estilo de los autores frente al cómic ha sido descrito como una sarcástica mezcla de comedia ácida y absurda, junto con el uso cotidiano de la violencia gratuita, lo que en ocasiones toca la fibra sensible del público y deriva en debates y discusiones.

## Protagonistas

### Monroe
Alter ego de Samuel Aneiros, guionista del webcómic. Monroe ha ido volviéndose más histriónico con el tiempo, este hecho sumado al de creerse por encima de todo tipo de convención social y mejor que cualquier humano, le han convertido en un tipo que no necesita al resto de la sociedad, con cierta reciprocidad por parte de ésta. A pesar de su misantropía, o quizás gracias a ella, se ha convertido en el personaje más carismático y más aclamado de todo el elenco. En la primera etapa del cómic Monroe ha vestido siempre con un jersey verde con cremallera y algunos detalles que destacan (como sus mangas y el cuello). La perilla y las gafas son dos de los signos personales de Monroe, así como su cabello, que ha ido evolucionando desde una incipiente calvicie a un considerable tupé al que los lectores se refieren como "pelo afro". Debido a su carácter es común encontrar a Monroe realizando osadías estúpidas o experimentos con resultados desastrosos. Uno de los running-gags más importantes de XDComics es la reiterativa muerte de Monroe en diferentes circunstancias, costumbre que se ha expandido hasta convertirse en una referencia de culto entre otros muchos webcómics españoles.

### Mr.X
Alter ego de David Torreiro, dibujante del webcómic. De carácter tranquilo y apacible, es la voz de la razón entre ambos protagonistas, lo cual no quiere decir que su juicio sea siempre el menos problemático. Muchos ven a Mr.X como la contrapartida de Monroe y como una personalidad que balancea el equilibrio humorístico del cómic. En la primera etapa del cómic Mr.X viste con una sudadera tipo "hoodie" de color amarillo combinado con un "buff" o braga para el cuello de color gris oscuro. El signo personal que destaca a Mr.X es su cabello puntiagudo por el cual es referido en ocasiones como "El pelopincho" ya sea de forma despectiva por Monroe o de forma cariñosa por el público. Aunque en líneas generales Mr.X puede calificarse como un personaje pacífico, a menudo el rédito cómico se consigue con el enfrentamiento entre ambos personajes, que mantienen una relación de amor-odio, en donde Mr.X suele criticar con sarcasmo las ideas, comentarios o planes de Monroe.

## El polémico cierre, el renacimiento y XDFactory

### Cese de la actividad
El 19 de octubre de 2008 la página de XDComics anuncia un hiatus indefinido e inesperado para todos los lectores. En las semanas previas a dicho anuncio su frecuencia de actualización pasa de un ritmo bi-semanal a un ritmo directamente irregular. El motivo principal de dicho hiatus recae en la apretada agenda del dibujante, que comienza sus estudios universitarios. El 7 de diciembre de ese mismo año ambos autores anuncian que tras mes y medio de hiatus y algunos ajustes pueden volver a actualizar XDComics de forma igualmente irregular, dadas las condiciones anteriores. La publicación continúa hasta el 9 de enero de 2009. A partir de entonces la inactividad y el silencio se alarga hasta el 16 de febrero, día en el cual Samuel Aneiros anuncia el hiatus definitivo de XDComics.

### Hiatus indefinido
Aunque tanto los lectores como la comunidad comprendieron y apoyaron a los creadores en aquel momento, tanto guionista como dibujante siempre se han sentido culpables por la poca claridad en el cese de su actividad. El 28 de agosto de 2009 se produce una actualización en la web de manera informativa. En dicha actualización se desvela la versión en papel del arco argumental "Efecto Mariposa" con una serie de extras, y aunque se mencionan datos sobre XDComics, Samuel Aneiros confirma que después del tortuoso cierre ambos autores no quieren elucubrar sobre un retorno a corto plazo. A partir de ese momento comienzan las loterías y cábalas en relación con cuando volverá XDComics. Durante ese tiempo tanto Samuel Aneiros como David Torreiro se embarcan en nuevos proyectos por separado, aunque confirman el deseo de volver a trabajar juntos en XDComics algún día.

### Reapertura
Sin previo aviso, el 10 de enero de 2012 se desvela una nueva cuenta de Twitter asociada al webcómic. Dicho movimiento extrañó a muchos lectores y desató los rumores sobre un posible regreso. El 25 de marzo los autores confirman la noticia, fijando una inminente reapertura para el 30 de marzo de 2012, coincidiendo con su sexto aniversario. En dicha reapertura los creadores anuncian un cambio de etapa, rediseñando la web y su estilo visual, pero manteniendo las raíces del cómic.

### Re-fundación
El 30 de marzo de 2013 la página y portada de XDComics cambia radicalmente mostrando una nueva imagen, un símbolo con lo que parece la cara de un gato y un nuevo nombre: XDFactory. Junto a este cambio se acompaña un breve texto en el cual Monroe y Mr.X apuntan a un nuevo rumbo, cesando en las actividades actuales y enfocando sus esfuerzos de una manera diferente, sin plazos ni presiones, centrándose en un campo de actividad mayor que aún se desconoce.